# Ringstorp, Linköping
Ringstorp är en småort i Örtomta socken i Linköpings kommun. Orten, som ligger cirka 20 kilometer öster om centralorten, har en gång varit en liten järnvägsknut; den smalspåriga järnvägen mellan Åtvidaberg och Norsholm förenades med en smalspårsbana från Linköping. Samtliga dessa järnvägar är nu upprivna.